# 이현욱 (가수)
이현욱(李賢郁, 1976년 8월 3일 ~ )는 대한민국의 예배인도자, 가수 겸 작곡가이다. 호서대학교 디지털 음악과 전공교수로도 활동하고 있다.

## 작업
- 1995년 Project group "PAGE"로 데뷔
- 1996년 Project group "마로니에96" 리드 보컬
- 1997년 Project group "마로니에97" 리드 보컬
- 2000년 MBC 드라마 "신 귀공자" 메인타이틀 보컬
- 2001년 MBC 드라마 "맛있는 청혼" 메인타이틀 및 O.S.T 참여
- 2002년 MBC 드라마 "네 멋대로 해라" 메인 타이틀 및 O.S.T 참여
- 2003년 Project X 앨범 中 "하나의 눈물" 참여
- 2003년 "GRU"로 솔로앨범 발표
- 2003년 일본 애도 400주년 콘서트 한국 대표로 이수영과 참여
- 2006년 SBS드라마 "무적의 낙하산 요원" 中 "Love on my life" 보컬
- 2006년 KBS드라마 "구름계단" 타이틀 보컬
- 2007년 예배팀 "Bliss" 1집 발표
- 2007년 애니메이션 "홍길동 어드벤쳐" O.S.T 中 "Bad boyz" "아로새긴 이야기" 보컬
- 2008년 SBS드라마 "타짜" O.S.T "문을 열어" 보컬
- 2008년 디지털 싱글 발매 '씻고준비해야죠' 듀엣(손호영) (11월 18일)

박효신, 박화요비, 장나라, 손호영, 조관우, 핑클, 서지영, 김현정, 한경일 등 다수 가수 앨범 코러스 참여

## 작사, 작곡, 편곡
- 2003년 "래인" My story 작곡, The crime 작사,곡, 련 작곡 참여, Because I love U 작곡, 코러스 참여
- 2003년 "GRU" Only with U 작사, 작곡, 27th floor 작사, 작곡, GB flow 작사, 작곡, 전곡 코러스
- 2003년 "G.yo” Co-producer, 세컨 타이틀 “즐” 작곡, 편곡
- 2004년 한경일 3집 “산책” 작곡
- 2004년 박화요비 4집 “12시5분” 작곡 코러스 참여
- 2004년 김현정7집 “중독, Acoustic love” 작곡, 편곡 코러스
- 2006년 버블시스터즈 2집 “나락” 작곡, 편곡
- 2006년 KBS 드라마 “미스터 굿바이” O.S.T “가슴에서 소리가나” 작곡, 편곡 코러스
- 2006년 손호영 "사랑은 이별을 데리고 오다" "Call me 5500" 작곡, 편곡 코러스
- 2007년 장나라 디지털 싱글 "안행복해" 작곡, 편곡
- 2007년 버블시스터즈 3집 “깊고푸른 밤” 작곡, 편곡
- 2007년 손호영 싱글 Sweet love에서 "그려본다" 작곡, 편곡 코러스
- 2007년 김종욱 1집 타이틀 "가난한 사랑" 작곡, 편곡
- 2007년 더 웨이[The way] 1집 타이틀 "사랑...아프다" 작곡, 편곡 코러스
- 2007년 블랙티 싱글앨범 "지울만큼" 작곡, 편곡
- 2008년 피터[Peter] 1집 타이틀 "Show man" 작곡, 편곡 코러스
- 2008년 장나라 [Dream of Asia] "미련한 미련이란 것이" 작곡, 편곡
- 2008년 영화 "연의 황후" 테마 싱글 "가시꽃" 작곡, 편곡 참여
- 2008년 SBS 드라마 "타짜" O.S.T "문을 열어" 작곡, 편곡
- 2008년 손호영 2집 Return 타이틀 "I know", "사랑을 할 땐" 작곡, 편곡 코러스